# Bimont
Bimont is een gemeente in het Franse departement Pas-de-Calais (regio Hauts-de-France) en telt 125 inwoners (2008). De plaats maakt deel uit van het arrondissement Montreuil.

## Geografie
De oppervlakte van Bimont bedraagt 6,8 km², de bevolkingsdichtheid is 17,9 inwoners per km².
De onderstaande kaart toont de ligging van Bimont met de belangrijkste infrastructuur en aangrenzende gemeenten.

## Demografie
Onderstaande figuur toont het verloop van het inwonertal (bron: INSEE-tellingen).